# Boca de João Afonso
Boca de João Afonso es una localidad caboverdiana del municipio de Ribeira Grande.

## Geografía
La localidad está situada en la isla de Santo Antão.

## Organización territorial
La localidad abarca los lugares y barrios de:
- Almer
- Boaventura
- Boca de João Afonso
- Chã de Papaia
- Curralinho
- Lombo de Patricio
- Pé Descida João Afonso
- Saida